# جان جاك هينر
جان جاك هينر (بالفرنسية: Jean-Jacques Henner)‏ هو رسام فرنسي، ولد في 15 مارس 1829 في Bernwiller ‏ في فرنسا، وتوفي في 23 يوليو 1905 في باريس في فرنسا.

## وصلات خارجية
- جان جاك هينر على موقع الموسوعة البريطانية (الإنجليزية)
- جان جاك هينر على موقع ديسكوغز (الإنجليزية)